# Janko Vuković
Janko Mihovil Aleksandar Vuković de Podkapelski, cunoscut și ca Janko Vuković von Podkapelski, (n. 27 septembrie 1871 - d. 1 noiembrie 1918, Pola), a fost comandantul vasului militar austro-ungar SMS Viribus Unitis. A decedat la 1 noiembrie 1918 împreună cu 400 din membrii echipajului.